# 第一勧銀グループ

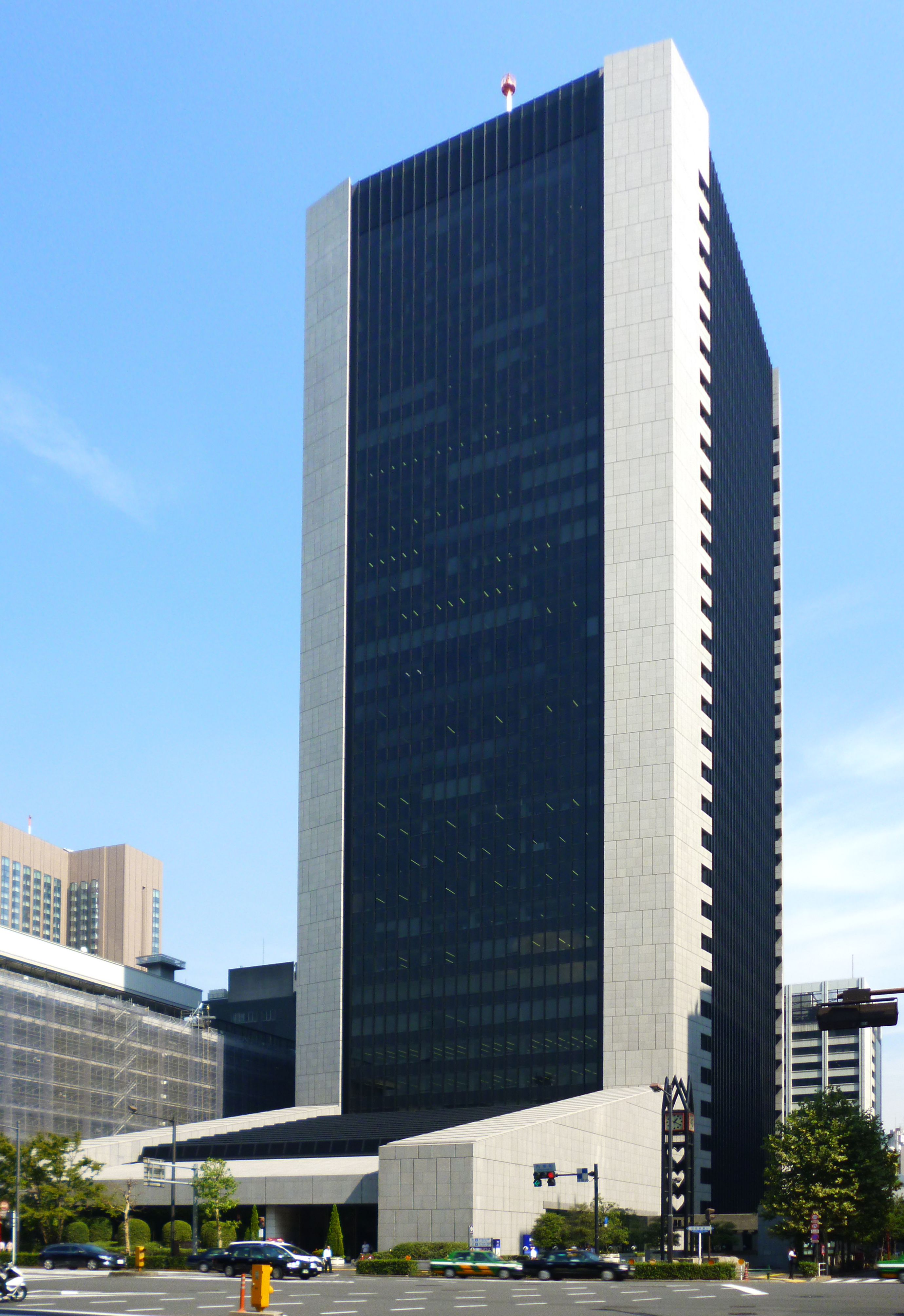
第一勧業銀行本店
（現：みずほ銀行内幸町本部ビル）

第一勧銀グループ（だいいちかんぎんグループ、英語:DKB GROUP）は第一勧業銀行（現・みずほ銀行）の融資系列からなる企業グループである。社長会は三金会（さんきんかい）という。

## 概要
旧財閥系企業は戦後企業集団という新しい形で再結集した。旧財閥のうち戦前の財閥時代から金融・産業両部門において殆どあらゆる分野に傘下企業を持っていた三井・三菱・住友の三大財閥はほぼそのままの形で企業集団として再結集した。だが三大財閥以外に金融部門を中心とした財閥や特定の産業部門を中心とした財閥も多数存在し、総合財閥でないこれらの財閥は銀行を中心とした金融系列に基づく企業集団を形成した。
これらの融資系列を母体として登場した企業グループが芙蓉グループ・三和グループと本項目で述べる第一勧銀グループである。すなわち旧安田財閥を中心に旧浅野財閥・旧森コンツェルン・旧日産コンツェルン等を系列化して富士銀行（現・みずほ銀行）を中核として誕生したのが芙蓉グループであり、旧鴻池財閥と旧山口財閥を中心に日新製鋼（のちの日鉄日新製鋼、現在の日本製鉄）・積水化学工業・帝国人絹（現・帝人）・日本レイヨン （現・ユニチカ）・丸善石油 （現・コスモ石油/コスモエネルギーホールディングス）等を系列化して三和銀行（現・三菱UFJ銀行）を中核として誕生したのが三和グループ（三水会・みどり会）であり、旧渋沢財閥・旧古河財閥・旧神戸川崎財閥・旧鈴木商店系他の第一銀行取引先と勧銀十五社会他の日本勧業銀行取引先を系列化して誕生したのが第一勧銀グループである。

## 基になったグループ
古河三水会（古河グループ）古河財閥の流れをくむ企業グループであり、古河機械金属（旧・古河鉱業）が母体企業。理事会社を中心に運営。1954年三水会発足時の、古河鉱業（現古河機械金属）、古河電気工業、旭電化工業（現ADEKA)、横濱護謨（現横浜ゴム）、富士電機製造（現富士電機）、富士通信機製造（現富士通）、日本軽金属、日本ゼオン、朝日生命保険の9社に、当初客員であったが1964年より正会員となった第一銀行（現みずほ銀行）を加えた理事会社10社を中心に運営。
川崎睦会神戸川崎財閥（松方コンツェルン）の流れをくむ企業グループ。川崎重工業が母体企業。メンバーは川崎重工業、川崎製鉄（現JFEスチール）、川鉄商事（現JFE商事）、川崎汽船の四社。
第一原子力グループ1960年代、各企業グループが原子力産業関連ビジネスへの研究を開始する中で、第一銀行を中心として形成されたグループ。主に上記古河グループ・川崎グループに、日商（現・双日）、神戸製鋼所、石川島重工業や東洋紡績など第一銀行の融資系列の他の企業も参加。中核商社は日商（現・双日）であったが、後から伊藤忠商事も加わった。また特定企業グループを有さない大和銀行（現りそな銀行）等も参加していた。
勧銀十五社会日本勧業銀行を中心とした企業グループ。メンバーは富国生命、日産火災（現損保ジャパン）、兼松、勧角証券（現みずほ証券）、本州製紙（現王子製紙）、電気化学、安川電機、新潟鉄工所、三共（現第一三共）、資生堂、日本コロムビア、西武百貨店（現そごう西武）、後楽園スタヂアム（現東京ドーム）、日本通運、電通。非財閥系の企業が多かった。諸事情により第一勧銀グループへの参加を見送った電通以外の14社が、同グループの三金会に加盟することとなる。また特定企業グループを有さない日本長期信用銀行（現SBI新生銀行）等も参加していた。

## グループ企業
ここでは2019年現在の三金会加盟企業及び既に三金会を退会した元加盟企業を掲載する。

### 渋沢財閥系列[注 2][5][6]
- みずほ銀行（第一勧銀グループの中核企業。第一勧業銀行の前身行・第一銀行の初代頭取を渋沢栄一が務めた）
- 澁澤倉庫（渋沢栄一が自ら創業、戦前は第一銀行経営陣が経営に関与）
- 清水建設[7]（渋沢栄一が長く経営に関与）
- IHI（前身の一社東京石川島造船所が渋沢財閥系[注 2][5][6]。鈴木商店系でもある。三井グループと重複加盟）[8]
- いすゞ自動車（東京石川島造船所の自動車部門が発祥。鈴木商店系でもある）[8][7]
- 太平洋セメント（前身の一社秩父セメントが渋沢財閥系[注 2][5][6]、鈴木商店の流れも汲む。三井系の小野田セメントと合併して秩父小野田となり、渋沢栄一が経営支援していた安田系の浅野セメントの流れを汲む日本セメントと合併して太平洋セメントとなる。故に三井グループ・芙蓉グループにも加盟）[7]
- 帝国ホテル
- デンヨー
- 東京海上日動火災保険（三菱グループ・芙蓉グループと重複加盟）
- 日本経済新聞
- 第一生命保険
- テレビ東京

### 古河財閥系列
- 古河機械金属（旧足尾銅山の経営を渋沢栄一が支援していた）
- 古河電気工業
- ADEKA
- 横浜ゴム
- 富士電機
- 富士通[7]
- 日本軽金属ホールディングス[7]
- 日本ゼオン
- 朝日生命保険
- 損害保険ジャパン（損保ジャパンが合併した大成火災海上保険は理事会社古河鉱業のもとで古河三水会会員企業であった）
- 澁澤倉庫（理事会社第一銀行のもとで古河三水会会員企業として参加）

### 神戸川崎財閥系列
- 川崎重工業（渋沢栄一の関与した汽車製造事業を神戸川崎財閥の祖業である川崎造船所が救済合併したため渋沢財閥系でもある）[7]
- JFEスチール[7]
- JFE商事[7]
- 川崎汽船[7]

### 鈴木商店系列
- 神戸製鋼所（三和グループの三水会およびみどり会と重複加盟）[7][9]
- 双日（三和グループの三水会とみどり会および最勝会グループならびに大輪会と重複加盟）[7][9][10][11]
- RSエナジー（旧昭和石油が三金会メンバー）

### 勧銀十五社会系列
- みずほ証券[7]（旧・日本勧業証券⇒日本勧業角丸証券が勧銀十五社会メンバー）
- 富国生命保険[7]
- 損害保険ジャパン（旧日産火災海上保険が勧銀十五社会メンバー。旧日本火災海上保険の母体会社である旧帝国火災保険が渋沢財閥系[注 2][5][6]。また古河三水会の加盟企業でもある。一方、旧日本興亜損害保険の前身である旧日本火災海上保険、旧興亜火災海上保険、旧太陽火災海上保険がいずれも三和グループであったためみどり会にも重複加盟している[9]。）
- デンカ（三井グループと重複加盟）
- 安川電機[7]
- 第一三共（旧・三共が勧銀十五社会のメンバー。）
- 王子ホールディングス（旧・本州製紙が勧銀十五社会のメンバー。本州製紙以外の前身企業は三井財閥傘下であったため、三井グループと重複加盟）
- 資生堂[7]
- ライオン[7]
- 日本通運（三和グループの三水会と重複加盟）[7]
- 東京ドーム（現在は三井不動産の子会社であり、三井グループにも重複加盟している。）[7]
- 日本テレビ放送網
- 読売新聞
- 西武鉄道
- クレディセゾン
- 西友
- パルコ
- ファミリーマート
- そごう・西武（旧そごう）

### その他
- 旭化成[7]（日窒コンツェルン系列）
- 井関農機[7]
- イトーキ[7]
- 伊藤忠商事[7]（当初住友銀行が主力。第一勧銀発足後は第一勧銀を主力銀行とし、自らもグループ中核商社となり、銀行と共同で三金会を運営）
- 荏原製作所[7]
- LGエレクトロニクス（日立製作所とは親密である）
- NBCユニバーサル（日本テレビ放送網とは親密である）
- オリエントコーポレーション[7]
- 協和キリン（協和発酵工業が1985年より三金会メンバー。三菱系のキリングループの傘下に入ったが協和キリンは今も三金会に加盟。キリングループの母体である麒麟麦酒自体設立当初は渋沢栄一が関与していた）
- 東京センチュリー（第一銀行系のセンチュリーリーシングシステムと日本勧業銀行系の東京リースが合併）
- 東芝（三井グループと重複加盟。IHIとは親密である）
- 日立製作所（三和グループの三水会とみどり会ならびに芙蓉グループに重複加盟[7][9]。興銀系列（みずほグループ）でもある）
- 本田技研工業（いすゞ自動車とは親密である）

### 脱退
- 兼松（勧銀十五社会メンバー。東京銀行主導で経営再建を図る[8]）
- そごう・西武（西武百貨店が勧銀十五社会メンバー。セブン&アイ・ホールディングスの傘下に入りグループ内の他の百貨店事業を担当する会社と合併し現在に至る）
- 日本重化学工業（経営破綻）[8]
- 新潟鉄工所（勧銀十五社会メンバー。経営破綻）[8]
- 日本コロムビア（勧銀十五社会メンバー。2001年に実施されたリップルウッド主導の経営再建と資本注入に伴い、三金会と日立グループから離脱。支配株主・株主構成の変更によりメインバンクが三井住友信託銀行に変更）[8]
- 電通（勧銀十五社会のメンバーだったが三金会の結成には参加せず）
- ペンタックス（旭光学工業が三金会メンバーであった。HOYA（三和グループの三水会とみどり会に加盟[9]）との合併に伴い退会）